# Badanie etnograficzne
Badanie etnograficzne – analiza życia społecznego dążąca do detalicznej i precyzyjnej deskrypcji rzeczywistości społecznej. W orbicie zainteresowań badań etnograficznych mniejsze znaczenie ma wyjaśnianie.

## Historia
Paradygmat ten zapoczątkowali latach 30. i 40. XX stulecia amerykańscy naukowcy Wydziału Socjologii Uniwersytetu Chicago, stąd często stosowane wobec nich określenie „szkoła chicagowska”. W toku swych analiz przeprowadzili liczne obserwacje społeczności lokalnych – stowarzyszeń i wspólnot sąsiedzkich.
Pionierskim dziełem w dziedzinie badań etnograficznych jest „Street Corner Society”, autorstwa Williama Foote Whyte’a. Poddał on analizie etnograficznej włosko-amerykańskie osiedle Cornerville, opisując życie jego mieszkańców jako obserwator uczestniczący, wspomagany danymi od swego informatora, jednego z liderów miejscowego gangu – „Doca”.

## Etnografia jako paradygmat jakościowych badań terenowych
Etnografia ukonstytuowana została na pozytywistycznej zasadzie percepcji rzeczywistości społecznej jako będącej na zewnątrz w stosunku do badacza. Najważniejszy jest pogłębiony opis, który odzwierciedla wszystkie jej naturalne, autentyczne cechy. Świat danej społeczności winien być przedstawiany w jej własnych kategoriach. Ludzkie historie są relacjonowane, nie zaś rozumiane przez etnografów.